# Rich Square
Rich Square est une ville américaine située dans le comté de Northampton dans l'État de Caroline du Nord. En 2010, sa population était de 958 habitants.

## Démographie
| 1880 | 1890 | 1900 | 1910 | 1920 | 1930 |
| ---- | ---- | ---- | ---- | ---- | ---- |
| 63   | 643  | 232  | 367  | 475  | 800  |

| 1940 | 1950 | 1960  | 1970  | 1980  | 1990  |
| ---- | ---- | ----- | ----- | ----- | ----- |
| 942  | 971  | 1 134 | 1 254 | 1 057 | 1 058 |

| 2000 | 2010 | - | - | - | - |
| ---- | ---- | - | - | - | - |
| 931  | 958  | - | - | - | - |

## Source de la traduction
- (en) Cet article est partiellement ou en totalité issu de l’article de Wikipédia en anglais intitulé « Rich Square, North Carolina » (voir la liste des auteurs).